# La Mort aux Juifs

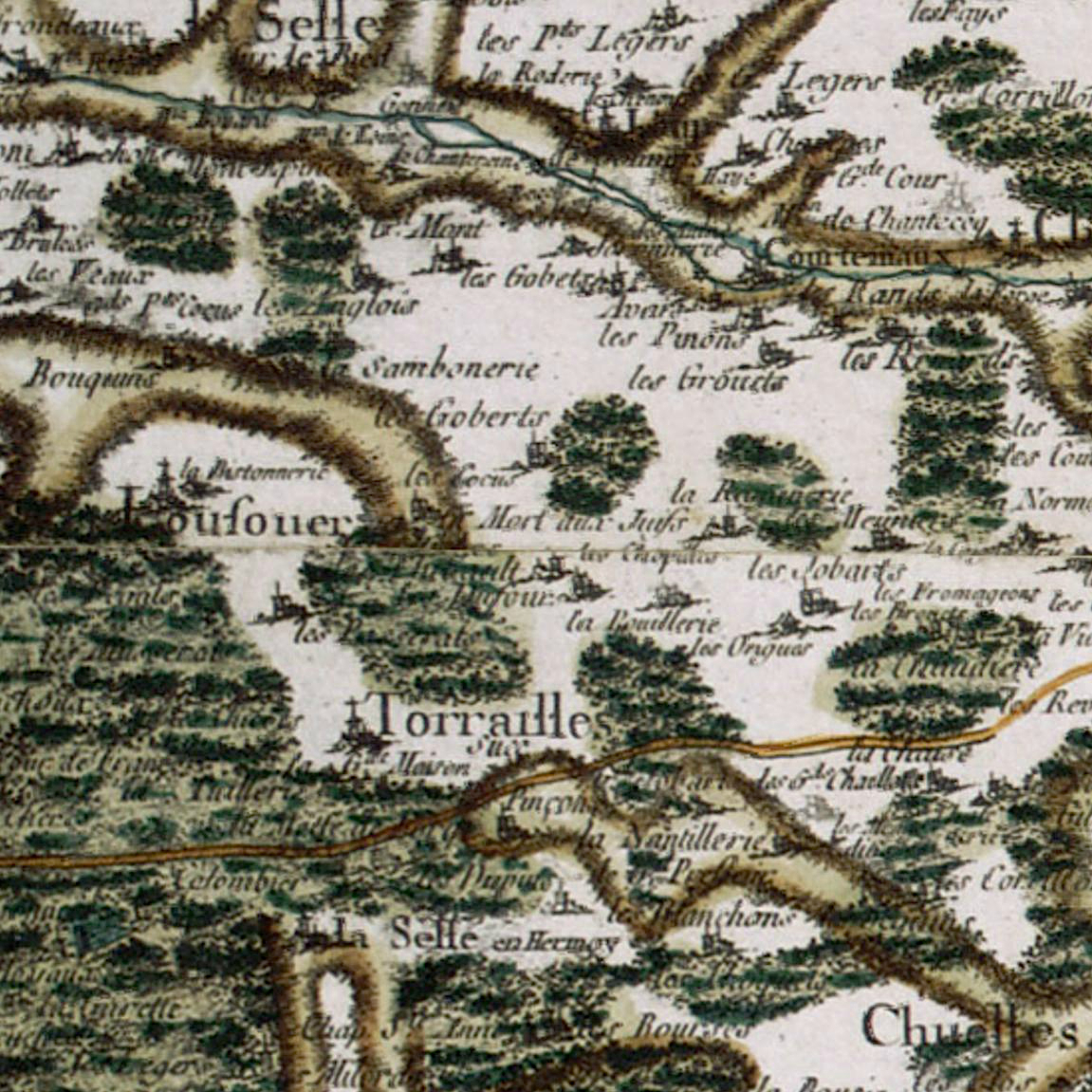
La Mort aux Juifs en el mapa de Cassini ca. 1757

La Mort aux Juifs es una pequeña aldea francesa ubicada en la jurisdicción de la comuna de Courtemaux, en el departamento de Loiret, en la región centro norte de Francia. Su nombre podría ser traducido como La muerte a los judíos o como La muerte de los judíos.

## Origen del nombre
El nombre del caserío (solo cuatro casas y una granja integran la aldea) se originó en el siglo XIV. De acuerdo con el historiador y toponomista Pierre-Henri Billy, el nombre original fue "la mare au juin″, que significa "pila de desechos líquidos" en francés antiguo, pero que, como otros topónimos de la región fue evolucionando con el tiempo llegando a convertirse en "la Mort aux Juifs".

## Controversia sobre el nombre
La alcaldía de Courtemaux, comuna de la que depende el lugar, ha declarado que consideraría someter a votación pública si se cambia oficialmente el nombre, como se hizo en el pueblo español de Castrillo Matajudíos, rebautizado Mota de Judíos, para evitar los efectos de una controversia que se ha creado en contra de la denominación medioeval, por las gestiones de la ONG estadounidense llamada Centro Simon Wiesenthal en su lucha contra el antisemitismo.
En diciembre de 2014, el Concejo Municipal rechazó cambiar el nombre del lugar. Las autoridades electas señalaron que conforme al criterio de los habitantes el nombre usado no tiene connotaciones antisemitas ni discriminatorias y desean conservarlo por respeto a la historia del lugar. Sin embargo, las autoridades cambiaron de parecer y en una nueva reunión del Concejo, este decidió eliminar el nombre « La Mort-aux-Juifs » reemplazándolo en el catastro regional por « Les Croisilles » y « La Dogetterie ».
Por la configuración simple de la aldea (cuatro casas y una explotación agropecuaria) no existe en la actualidad ningún aviso o señal con el viejo nombre, ni con las nuevas designaciones, y se trata de inscripciones catastrales fuera de la vista del público en tránsito por la región que reconoce el sitio solo por la fuerza de la costumbre.